# Ángel Barajas
Ángel Gabriel Barajas Vivas, né le 12 août 2006 à Cúcuta dans le Norte de Santander, est un gymnaste artistique Colombien. Il a remporté deux médailles d'or aux Championnats du monde de gymnastique artistique junior en 2023, où il a été vice-champion dans la concours général individuel. En août 2024, il remporte sa première médaille olympique en remportant l'argent aux Jeux Olympiques de Paris 2024.

## Carrière
Barajas participe aux Championnats panaméricains juniors en 2021 à Guadalajara au Mexique : l'équipe masculine remporte la médaille d'argent du concours général et en, en individuel, il remporte quatre médailles dont l'or en Cheval d'arçons. Sélectionné pour participer aux Jeux sud-américains de la jeunesse 2022 à Rosario, il remporte pas moins de sept médailles d'or. En juillet, il revient des Championnats panaméricains juniors avec la médaille d'or à la barre fixe, trois médailles d'argent au concours général individuel, au sol et au saut de cheval, et une médaille de bronze aux barres parallèles.
Fin mars 2023, Barajas participe aux Championnats du monde de gymnastique artistique jeunesse à Antalya, seul représentant colombien dans la compétition masculine. Barajas se qualifie à la première place pour la finale du concours général individuel et se qualifie pour les finales des exercices au sol, des barres parallèles et des barres fixes. Dans la compétition individuelle, Barajas remporte l'argent derrière le Chinois Qin Guohuan ; lors des finales par agrès, Barajas remporte deux médailles d'or au sol et aux barres parallèles et le bronze à la barre fixe.
Barajas concourent dans la catégorie senior à partir de 2024 et faits ses débuts sur le circuit de la Coupe du monde en 2024. Obtenant la première position au classement général des barres parallèles, il décroche un des deux quotas qualificatifs par agrès attribué via le circuit pour participer aux Jeux Olympiques de Paris 2024. Dans ce concours de la barre fixe, il se qualifie en sixième position pour la finale avec une note de 14.466 puis décroche l'argent avec une note de 14.533, à égalité avec le Japonais Shinnosuke Oka mais départagé par leurs notes d'exécution.